# May-Britt Moser
Pour les articles homonymes, voir Moser.

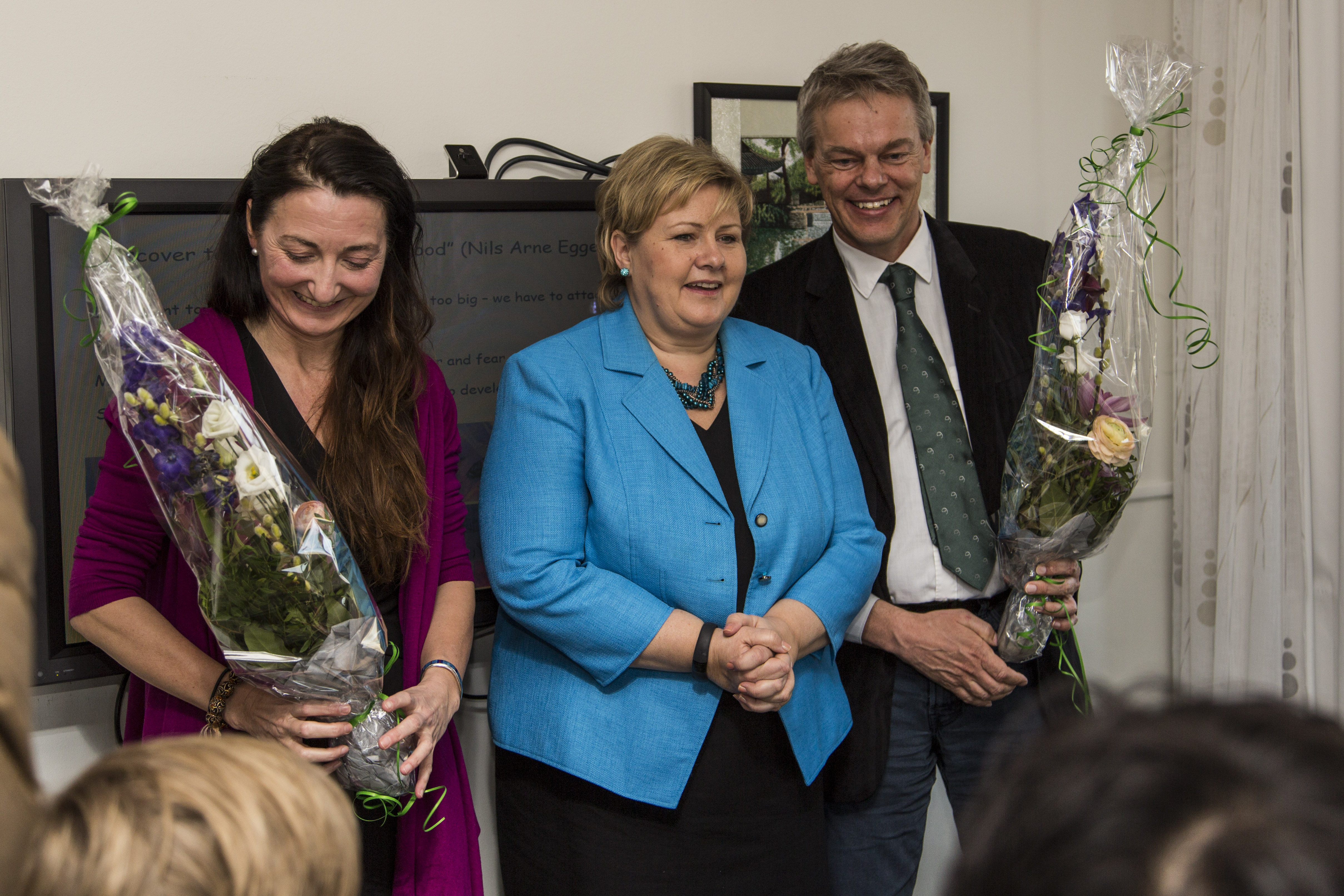
May-Britt Moser, la Première ministre de Norvège Erna Solberg et Edvard Moser, en mars 2014.

May-Britt Moser, née le 4 janvier 1963 à Fosnavåg (Norvège), est une neuroscientifique norvégienne. Elle travaille à l'université norvégienne de sciences et de technologie sur les fondements neuronaux de la spatialisation et de la mémoire spatiale, plus généralement sur la cognition.
Elle est co-lauréate du prix Nobel de physiologie ou de médecine 2014 avec Edvard Moser et John O'Keefe attribué pour ses travaux sur les cellules de grille.

## Biographie

### Etudier la psychologie et le comportement
Les études de May-Britt Moser commencent à Oslo en 1982. Après avoir hésité entre plusieurs disciplines, elle finit par se passionner pour la psychologie. C’est au cours de cette période d’étudiante à Oslo qu’elle retrouve une connaissance du lycée, Edvard Moser,. Ce dernier deviendra son mari pendant près de 30 ans ainsi qu’un proche partenaire de recherche aujourd’hui encore, comme l'attestent les signatures de la plupart de leurs publications. 
Ils se découvrent ensemble à l’époque, une véritable fascination pour le comportement, la mémoire et leurs origines cognitives. En parallèle de leurs études de psychologie, ils se mettent à travailler dans le laboratoire de Terje Sagvolden « le seul psychologue de l’université menant des projets de recherche aussi en neurosciences à l’époque »,. Ils y seront formés à la conception de protocoles ainsi qu’aux statistiques et contribueront pendant deux ans à son travail sur le trouble de l’attention avec hyperactivité. Pour cela, ils ont étudié le comportement de rats présentant une hypertension spontanée (ou rat SHR) par rapport à celui de rats témoins afin d’essayer de trouver ce qui est à l’origine de cette hyperactivité,.

### Se former aux neurosciences
Malgré leur travail en laboratoire et la publication des résultats de leurs premiers travaux, les sujets de recherche avec Sagvolden étaient surtout basés sur l’étude du comportement. Or, le couple Moser voulait aller au-delà et souhaitait pouvoir comprendre les bases physiologiques expliquant le comportement. En prévision de faire une thèse sur le sujet, ils réalisèrent qu’ils devraient pour cela s’intéresser de plus près au cerveau.
Dès leur mémoire de master, ils décidèrent d’aller à la rencontre de Per Andersen, un des neurophysiologistes les plus reconnus en Norvège à l’époque et qui travaillait justement sur les bases physiologiques de la formation de la mémoire. Ils firent le siège de son bureau pour le convaincre de les prendre dans son laboratoire et finirent par obtenir ce qu’ils souhaitent, à condition de construire un labyrinthe aquatique reproduisant une publication de Richard Morris,.
Per Andersen cherchait à cette époque à continuer les recherches développées par son laboratoire après la découverte de la PLT. La Potentiation à Long Terme (PLT), découverte en 1966 par Terje Lømo, désigne le « Renforcement durable de l’efficacité de la transmission synaptique qui fait suite à certains types de stimulations ». Andersen avait comme hypothèse que la physiologie des neurones et des synapses qui les lient les uns aux autres était modifiée par l’apprentissage et il voulait essayer d’observer ce phénomène au microscope. L’accompagnant sur cette piste de recherche, Edvard et May-Britt Moser se confrontèrent alors à la neurophysiologie du cerveau et à sa dissection qu’ils avaient jusque là peu pratiquée. Ils apprirent à provoquer des lésions sur certaines parties de l’hippocampe et cherchèrent à en observer l’impact sur l’apprentissage des rats qu’ils entraînaient dans le labyrinthe de Morris qu’ils avaient eux-mêmes construit,. 
À la fin de son mémoire de master, May-Britt souhaitait continuer aux côtés de Per Andersen. Des questions restaient en suspens et faire une thèse lui permettait de continuer à explorer l’hippocampe et son lien avec la mémoire et l’apprentissage. Elle chercha à en savoir plus sur la relation entre l’apprentissage et les structures neuronales affiliées.

### Un laboratoire de recherche à Trondheim
Dans la période de la fin de leur thèse en 1996, l’Université de Trondheim cherchait à développer un département de neurosciences et le couple Moser est encouragé à présenter une candidature. Après négociations pour obtenir deux postes au lieu d’un seul ainsi que toute une liste de matériel, eux qui avaient initialement prévu de partir aux États-Unis ou au Royaume-Uni en post-doctorat, finirent par accepter. Ils commencèrent en août 1996 pour la rentrée scolaire et l’université mit à leur disposition des moyens pour ouvrir un laboratoire dans un ancien bunker,,.
Avec la publication en 2002 de "Place cells and place representation maintained by direct entorhinal-hippocampal circuitry", leur laboratoire pose les bases de ce qui leur permettra plus tard de révéler la présence d’une nouvelle composante de la « carte cognitive » d’O’Keefe et Nadel.
Avec son équipe de recherche en 2004, elle développe l'idée d'une représentation spatiale de l'environnement dans le cortex enthorinal puis établit la découverte des cellules de grilles dans un article publié en 2005. 
C'est pour cette découverte des cellules de grilles qu'elle obtient le prix Nobel en 2014 avec Edvard Moser et John O'Keefe, récompensant les travaux qu'ils ont menés tout au long de leurs carrières respectives sur les cartes cognitives et le fonctionnement de l'hippocampe.

## Prix et distinctions
- 1999 : Prize for young scientists de l'Académie norvégienne des sciences et des lettres
- 2005 : 28e W. Alden Spencer Award (College of Physicians and Surgeons de l'université Columbia)
- 2006 : 14e Betty and David Koetser Award for Brain Research (université de Zürich)
- 2006 : 10e Prix Liliane-Bettencourt pour les sciences du vivant 2006 (Fondation Bettencourt, Paris)
- 2008 : 30e Eric K. Fernström’s Great Nordic Prize (Fernström Foundation, université de Lund)
- 2011 : Prix Louis-Jeantet de médecine
- 2011 : Anders Jahre Award[17] (avec Edvard Moser)
- 2012 : Perl-UNC Neuroscience Prize (avec Edvard Moser)[18]
- 2013 : Prix Louisa-Gross-Horwitz (avec Edvard Moser et John O'Keefe)[19]
- 2014 : Karl Spencer Lashley Award (avec Edvard Moser)[20]
- 2014 : Prix Nobel de physiologie ou de médecine (avec Edvard Moser et John O'Keefe)[21].
- 2017 : Conférence Lars Onsager (avec Edvard Moser)